# Cornelia Maria van Ooy

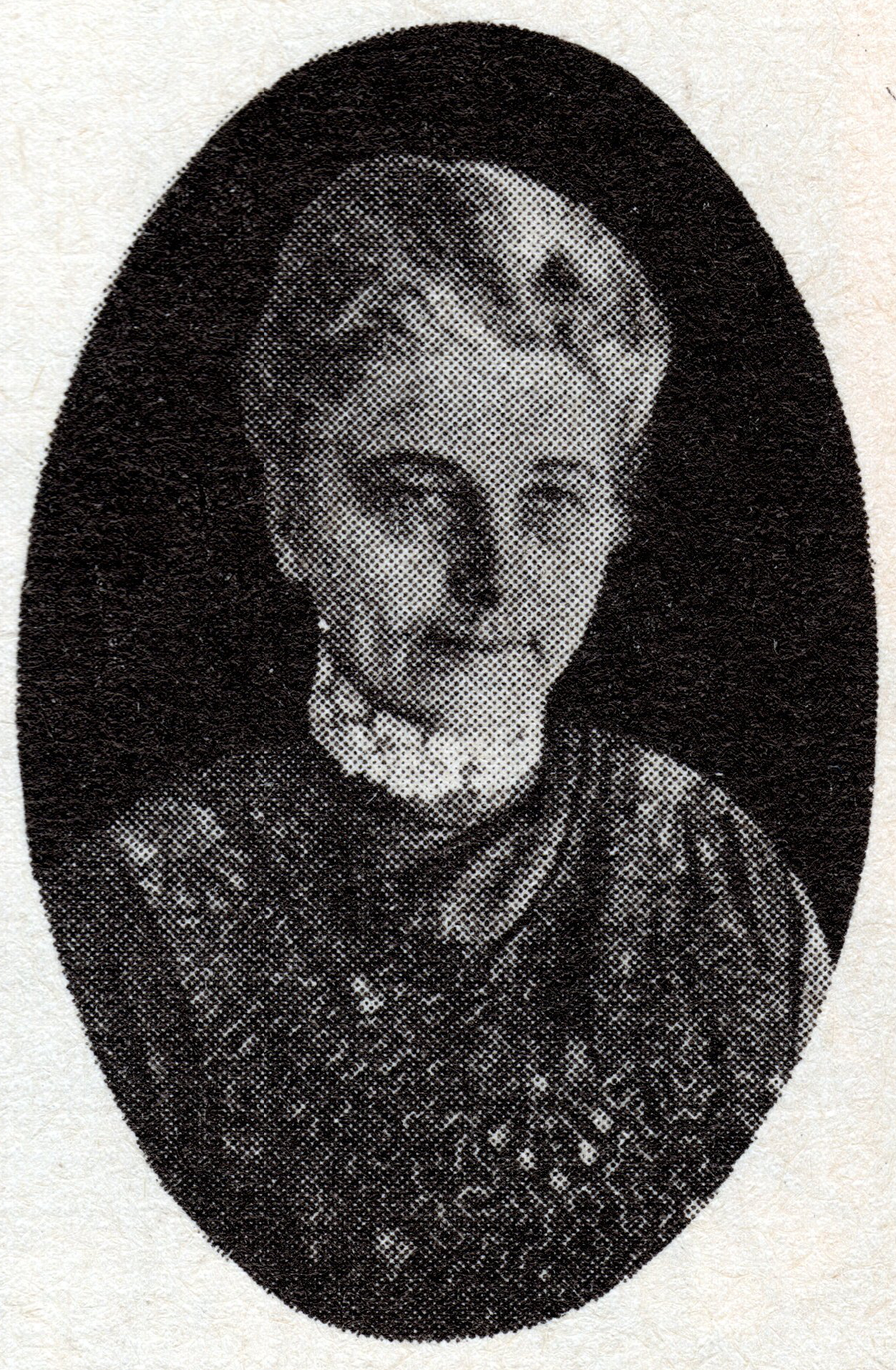
Cornelia Maria van Ooy (1877-1935)

Cornelia Maria van Ooy (Amsterdam, 11 april 1877 - Utrecht, 21 oktober 1935) was de eerste vrouwelijke inspectrice van politie in Amsterdam. Van Ooy werd, gelijktijdig met M. Helle, de eerste vrouwelijke agent in Amsterdam, aangesteld bij de Kinderpolitie.

## Kinderpolitie Amsterdam
Van Ooy werd in 1920 aangesteld als inspecteur van politie bij de Kinderpolitie Amsterdam. Tot dan toe was zij zuster bij het maatschappelijk werk in de gemeenteziekenhuizen in Amsterdam. Van Ooy droeg geen uniform. Haar onderscheidingstekenen waren een lint en een penning.
Het eerste bureau Kinderpolitie startte op 1 mei 1920. Het bureau stond onder de directe leiding van hoofdinspecteur C.E.G. Hogendijk. Naast Van Ooy waren aan het bureau van de Kinderpolitie werkzaam inspecteur Pieter André Kater en een achttal agenten, onder wie Helle.
Als inspecteur van politie moest Van Ooy contact zoeken met de verenigingen die de medewerking van de Kinderpolitie nodig hadden. Verder diende zij de gezinnen te inspecteren, kinderen voor te lichten en ouders te helpen. 
Van Ooy werkte bijna vijftien jaar bij de Kinderpolitie. In maart 1935 ging zij met ziekteontslag. Van Ooy overleed in oktober 1935 in een ziekenhuis in Utrecht. Zij werd begraven op Zorgvlied.